# 繁沢直久
繁沢 直久（はんざわ なおひさ）は、江戸時代前期の長州藩士。父は毛利春直。

## 生涯
寛永元年（1624年）、毛利春直の子として生まれる。
寛文4年（1664年）に春直が死去したため、家督を継いで扶持を与えられたが、伯父の阿川毛利家3代目当主・毛利就方の意向により、苗字を「毛利」から「繁沢」へと改めた。
寛文10年（1670年）に47歳で死去。子の学文が家督を継いだ。